# -ing
-ing ist ein althochdeutsch-germanisches Suffix. Es bezeichnet eine Zugehörigkeit zum Denotat des vorhergehenden Wortteils, der in der Regel ein Personenname ist. Das Suffix trägt damit die Bedeutung „Kind(er), Nachkommen, Leute, Sippe [desjenigen, dessen Name im Vorderglied genannt wird]“. Mit dem Suffix -ingen versehene Wörter hingegen können sowohl Personennamen als auch Ortsnamen sein.
Die hauptsächlichen Varianten lauten -ang(en), -engo, -in(c)k, -ing(en/er), -ongen, -ung(e/en).

## Etymologie
Das Suffix -ing geht zurück auf ein urgermanisches Suffixkonglomerat *-inga-, dessen Ursprung in Ableitungen mit dem urgermanischen Suffix *-ga- (aus uridg. *-kó-) von (zu thematischen Basiswörtern gehörenden) individualisierenden n-Stämmen – wie sie in den häufigen althochdeutschen Kurznamen auf -o vorliegen – liegt. Daher wird z. B. ahd. Menzinga (Nominativ Plural) herkömmlich als Ableitung zu einem Personennamen Manzo gedeutet und Ūbinga (urkundlich belegt ist der Dativ Plural Ubingun) entsprechend zu Ubo, also „die Leute des Manzo bzw. Ubo“.
Der Wortteil -ing, der in englischen Wortbildungen begegnet, wie etwa Framing, Jogging, Stalking, Walking etc., steht nicht im Zusammenhang mit dem deutschen Suffix -ing, sondern entstand aus einem Zusammenfall von Endungen, die deutschem -ung (Substantivierung) bzw. -end (Partizip Präsens) entsprechen.

## Personennamen
Die wohl frühesten Formen dienen zur Bezeichnung von Gruppenzugehörigkeiten mittels eines Vornamens, vermutlich des Anführers oder Altvorderen der jeweiligen Gruppe. Während diese Ableitung im Süden schon in althochdeutscher Zeit verschwindet, hält sie sich im Norden (Niederlande, Friesland, Stammesherzogtum Sachsen, Mecklenburg, Pommern) wesentlich länger. Sie erfüllt hier die Funktion „ist Sohn von“ als Patronymikon.
Beispiele:
- Berning, Bennig, Behning zu Bernhard
- Humperdinck zu Humbert
- Lortzing zu Lorenz

Die Zugehörigkeit zu einer Familie kann ebenfalls damit bezeichnet werden, vor allem in der Geschichtswissenschaft vor der Entstehung von Nachnamen. Ein Zeugnis aus dem Bereich der Mythologie ist der Name der Nibelungen, der zudem als Teillinie der Arnulfinger, einer der Stammlinien der Karolinger, der Kinder und Kindeskinder Karl Martells, auftritt (ähnlich Merowinger).

## Ortsnamen
Die Endung -ing oder -ingen ist ein häufiger Bestandteil deutscher Ortsnamen. Wie auch bei Familiennamen wird eine Zugehörigkeit ausgedrückt, in der Regel ist der vorhergehende Wortteil ein Ort oder eine Person. Im Althochdeutschen (vor etwa 1050) war die Endung -inga, in den allerfrühesten Schriftzeugnissen findet sich gelegentlich noch das germanische -ingas (z. Bsp. Unterföhring, 750 Feringas).
Der ortsanzeigende Dativ Plural -ingen (altfränkisch -ingan) diente zunächst als Stellenbezeichnung, die dann auf einen eigentlichen Ortsnamen übertragen werden kann. Häufig gehen auch diese Ortsnamen auf einen Personennamen zurück und beziehen so die Siedlung auf einen lokalen Anführer (z. B. Mainflingen < Mainolf). Daneben ist auch ein Bezug auf die geographischen Gegebenheiten der Siedlung möglich (z. B. Göttingen < altsächsisch gota ‚Bach‘).

### Vorkommen
Der Ortsnamentyp kommt in allen Gegenden vor, die von der Völkerwanderung bis ins frühe Mittelalter (etwa 6.–9. Jahrhundert) germanisch besiedelt waren oder wurden. Heimatkundler bringen die Endung gerne mit speziellen Phasen oder Gruppen in Verbindung, etwa der fränkischen Landnahme oder auch – gerade im Gegensatz zu fränkischen Siedlungen – mit den Alamannen. In Österreich und Altbayern markieren die -ing-Namen explizit den Raum und die Zeit der sukzessiven bajuwarischen Landnahme in den seinerzeit slawischen Alpenraum vom 7. bis zum 9. Jahrhundert, wo sich an den Südosträndern dann charakteristische Mosaikgebiete einer Mischbevölkerung ergeben. Extrem selten sind sie dagegen im Bereich der hochmittelalterlichen deutschen Ostsiedlung (etwa Gräningen im Havelland).

### Varianten
Durch Lautverschiebungen sind einige Abwandlungen mit der gleichen Bedeutung entstanden:
- Eine lautliche Variation ist -ing/-inge/-ingen oder auch verkürzt -in.
  - Dabei findet sich -ing besonders in England (etwa Reading), in Dänemark (Kolding, Jelling) sowie im bis ins 19. Jahrhundert mit Dänemark verbundenen Herzogtum Schleswig (Brekling, Gelting, Sankt Peter-Ording, Tönning, Weding oder in zusammengesetzten Namen wie Hollingstedt, Bollingstedt). In Dänemark finden sich -ing-Namen meist in Jütland, inge-Namen eher auf den Inseln[5]
  - Auch im oberdeutschen Sprachraum findet sich -ing. Östlich des Lechs, im bairischen Sprachgebiet, wird geschrieben wie gesprochen -ing (z. B. Tutzing, Haiming, Petting, Fugging). Westlich des Lechs dagegen, im schwäbischen Sprachgebiet lautet die Schriftform -ingen (schwäbisch ausgesprochen -enga oder seltener -ig / -eg) und ist besonders häufig anzutreffen (z. B. Esslingen, Tübingen, Überlingen, Sigmaringen).
  - Im Niederländischen und im Niedersächsischen (Scheveningen, Groningen, Selsingen) ist -ingen ebenfalls verbreitet.
  - Auf den Märkischen Kreis beschränkt ist die verkürzte Variante -in (Reblin, Rärin).
  - Die Variante -inge findet sich z. B. bei Blekinge, einer schwedischen und bis ins 17. Jh. dänischen Provinz.[6] sowie im heutigen Dänemark wie z. B. der Ort und das Kirchspiel Gevninge auf der Insel Seeland.
  - Auch in Frankreich finden sich Ausprägungen, etwa im ehem. Nord-Pas-de-Calais mit der Endung -ingue(s) / -inghe (Affringues, Wulverdinghe), und in der Franche-Comté kommen zwischen Besançon und Dole konzentriert und gehäuft Ortschaften mit der Endung -ans (Bathans, Étalans, Foucherans) vor; analog in der ehemaligen Sapaudia (Savoie) -ans / -ens, wo die Burgunder sich niedergelassen haben (Randans, Sermorens); in Aquitanien als -ens / -eins (Escatalens; Tonneins).[7] Seltener sind diese Endungen in den anderen Regionen Frankreichs.
  - Östlich von Genf tauchen Dörfer mit der Endung -inge und -inges auf wie beispielsweise Puplinge. Im burgundisch-alemannischen Mischbereich finden sich bei Biel und Freiburg im Üchtland (Fribourg) viele Orte auf -ingen, aber auch nördlich des Bieler Sees z. B. Macolin, offiziell auch und von der mehrheitlich deutschsprachigen Bevölkerung dort „Magglingen“ genannt.
  - Die Endung -ange in Lothringen, Belgien und Luxemburg ist häufig eine recht junge Franzisierung von -ingen; in Nordfrankreich setzt dieses Ortsnamensuffix jedoch direkt die altfränkischen Formen fort.
  - Sogar in Norditalien existierten Ortsnamen auf -ingen, gehäuft zwischen Mailand und Turin beidseits des Po, die auf die Langobarden zurückgehen und im Zug der langobardischen Integration ins Italienische italianisiert auf -engo enden (vgl. den Ortsteil Marengo (Alessandria) in Piemont). Dagegen heißen die bis 1920 österreichischen Südtiroler Gemeinden auf -ing wie z. B. Hafling und Marling, die ihre Namen nicht den Langobarden, sondern bairischen Siedlern verdanken, erst durch die Italianisierung der Namen in Südtirol nach dem Ersten Weltkrieg auf italienisch Avelengo und Marlengo.
- Eine weitere Grundvariante ist -ung(en), das vor allem in Thüringen, der Rhön, am Harz und in Hessen geläufig ist.[8]
- Die Endung -ing(en) ist mitunter zu -en verschliffen worden oder ganz entfallen (vgl. Walsrode < [Walenis] Roding). Sie erscheint außerdem in verschiedenen Verbindungen:
  - mit -heim als -igheim (Bietigheim, Besigheim in Südwestdeutschland) sowie als -inghem und -inghen / -enghien in Nord-Pas-de-Calais (Tatinghem, Echinghen) und Flandern (wo flämisch noch gesprochen wird) -igem / -egem bzw. mit altenglisch -hām als -ingham (Birmingham, Nottingham, Bellingham) in England;
  - mit -hofen/-hoven als -inghoven zwischen Eder und Lippe (Sauerland), in der deutschsprachigen Schweiz als -ikon (< -ighofen/-inghoven)[6], sowie gelegentlich in Südwestdeutschland (Inzigkofen);
  - mit -haus als -inghausen (Recklinghausen), später manchmal zu -iehausen oder -i(n)gsen verkürzt (Denkiehausen, Lendringsen, Varrigsen), häufig im altsächsischen Sprachgebiet nördlich und westlich der Leine;
  - mit einem Rodungsnamen als -i(n)(g)erode (Harlingerode, Wernigerode, Bentierode), vor allem am Harz und im Eichsfeld;
  - mit dem Suffix -bostel für eine Bauernstelle (Bad Fallingbostel, Bendingbostel);
  - in England mit -town für umfriedete Siedlung als -ington (Islington, Kensington, Wilmington) und auch in Boulonnais (Frankreich) als -ingthun (Terlincthun, Verlincthun, Baincthun).
  - Im Nordgermanischen haben sich Fügungen wie -köbing (dänische Ortsnamenendung), -köping (schwedische Endung) und Kaupang (norwegischer Ortsname, alle von altnordisch kaupa „kaufen“, also etwa „Marktflecken“), etabliert.

### Unechte-ing-Namen
Es gibt eine Fülle von heutigen Namen auf -ing, die sich nicht sinnvoll auf eine Bildung zu einem Personennamen oder anderem Toponym rückführen lassen, und die nicht auf frühmittelalterliche Hofgründungen zurückgehen. Diese werden unechte -ing-Namen genannt und sind ihrer Herkunft wie auch dem Alter nach häufig unklar. Teilweise handelt es sich um eine spätere Umwandlung anderer Namensendungen, die an die verbreitete Endung -ing angeglichen wurden. Manche werden auf Adjektive mit dem Suffix -ic oder -ig zurückgeführt. Andere entstanden aus der Zugehörigkeitsbezeichnung -ar(e)n/-er(e)n zu einer Flur oder Tätigkeit (Fisching in der Steiermark von Uissern, Viscaern ‚bei den Fischern‘). Sie könnten sogar Eindeutschungen slawischen oder noch älteren Namensguts sein (etwa zum Ortssuffix -iče, so vielleicht Faning in Kärnten, vgl. slow. Baniče zu awarisch ban ‚Fürst‘). In die letztere Gruppe fallen auch die häufigen Flussnamen auf -ing, die etwa zur slawischen Gewässernamensendung -ika und ähnlichem zu stellen sind; hierbei sind die gleichlautenden -ing-Siedlungsnamen gewöhnlich von den Gewässernamen abgeleitet (Liesing, Wien aus *lěsьnika ,Waldbach‘; Kößing in der Oberpfalz aus kozina ‚Ziegenbach‘), denen später manchmal noch ein tautologisch verdeutlichendes -bach angehängt wurde (z. B. Lassing und Lassingbach).